# Navidad sangrienta
Navidad sangrienta hace referencia a los enfrentamientos que tuvieron lugar en Fiume hacia la Navidad de 1920. Se enfrentaron las tropas del Ejército Real Italiano a las fuerzas militares de la autoproclamada Regencia italiana de Carnaro liderada por Gabriele D'Annunzio, y marcaron el final de la Empresa de Fiume.

## Contexto
Con el regreso al gobierno en Italia del político liberal Giovanni Giolitti, que tuvo lugar en junio de 1920, la actitud oficial del Reino de Italia hacia la Regencia italiana Carnaro establecida en Fiume en 1920 se endureció. El 12 de noviembre, Italia y Yugoslavia firmaron el Tratado de Rapallo que convirtió a Fiume en un estado independiente, estableciendo la libre elección de una asamblea constituyente de Fiume de la ciudad-estado.

## La batalla
D'Annunzio rechazó el Tratado de Rapallo desde el primer momento y respondió con las armas, enviando a sus legionarios a ocupar las islas de Arbe y Veglia, que el tratado destinaba a Yugoslavia. Cuando el tratado fue aprobado oficialmente por el parlamento, el general Enrico Caviglia movilizó tropas por la ciudad y envió un ultimátum a D'Annunzio: los rebeldes debían retirarse de las islas y aceptar el tratado. El poeta rechazó cualquier negociación, incluso cuando Caviglia concedió otras 48 horas para entregarse a las autoridades y evacuar a los civiles. Las tropas legionarias se posaron alrededor de la ciudad, creando una red de trincheras y barricadas. En la tarde de Nochebuena, las tropas regulares lanzaron el ataque.
Los enfrentamientos que comenzaron el 24 de diciembre fueron bautizados por D'Annunzio como la Navidad sangrienta. Después de la tregua de Navidad, la batalla se reanudó el 26 de diciembre. Ante la resistencia de los legionarios, que se opusieron con ametralladoras y granadas, la Armada recibió la orden de bombardear las posiciones rebeldes. Las baterías del acorazado Andrea Doria también bombardearon el edificio del gobierno, sede del mando de D'Annunzio. El bombardeo continuó hasta el 29 de diciembre y causó muertos y heridos incluso entre la población civil.
El 28 de diciembre, D'Annunzio se reunió con el Consejo de Regencia y decidió entablar negociaciones con los exponentes del ejército regular. Renunció con una carta entregada a Giovanni Host-Venturi y al alcalde Riccardo Gigante.
El 31 de diciembre de 1920, D'Annunzio firmó la rendición que condujo al establecimiento del "Estado libre de Fiume". Pietro Micheletti, veterano de la Primera Guerra Mundial, también formó parte de la delegación de oficiales encargados de negociar la rendición del "Vate". En enero de 1921, los legionarios comenzaron a salir de la ciudad en vagones de ferrocarril preparados por el ejército. D'Annunzio se marchó el 18 de enero y se trasladó a Venecia.
La batalla de los legionarios y voluntarios dannunziani contra el ejército regular italiano, comandado por el general Caviglia, comenzó el 24 de diciembre de 1920 y duró cinco días: el marco de tiempo definido por el poeta en Christmas Blood.
Finalmente hubo varias víctimas fatales, entre ellas veintiséis legionarios, veinticinco soldados italianos y siete civiles. Los legionarios muertos solo en la ciudad de Fiume fueron: P. Mentrasti, F. Zorzetti, G. Wacassovich, C. Piccin, A. Censi, L. Annibale, G. Cattaneo, G. Crosara, G. Filippi y O. Pontoni. Los demás fallerieron en Krk y otras localidades. Numerosos fueron los heridos. Entre los heridos de Fiume se encontraban Giuseppe Rotondo, A. Melchiorri, M. Sanguinetti, Mario Balzarini, S. Castellana, G. Schinigoi y P. Pierella. Las tropas italianas entraron en Fiume en enero siguiente.

## Consecuencias
Tras la derrota de las fuerzas de D'Annunzio, hubo una elección de la Asamblea Constituyente, dando a los autonomistas e independentistas una contundente victoria con el 65% de los votos. El 5 de octubre de 1921, Riccardo Zanella se convirtió en el primer y único presidente electo del efímero Estado Libre de Fiume, sin embargo, esto no pudo poner fin a las disputas sobre la ciudad.
Siete meses después, en Roma, Benito Mussolini se convirtió en primer ministro e Italia comenzó a dirigirse hacia un régimen fascista. Como resultado, Zanella fue derrocado en un golpe de Estado por fascistas locales en marzo de 1922, lo que resultó en una ocupación militar italiana de la ciudad. Este período de tensión diplomática terminó con el Tratado de Roma el 27 de enero de 1924, que asignó Fiume a Italia y Sušak, junto con otras aldeas, a Yugoslavia, con administración portuaria conjunta.